# Dennis Ostermann

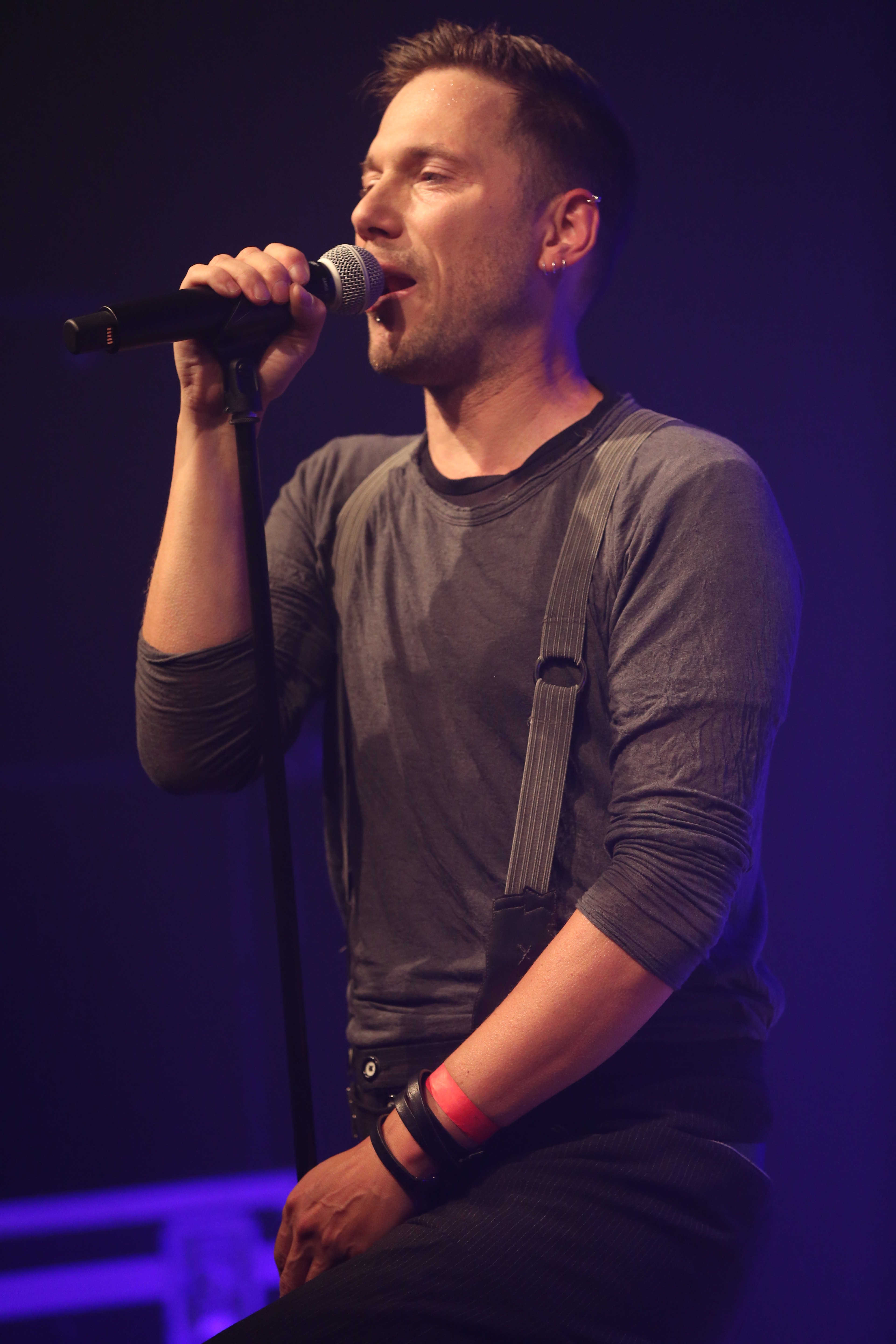
Dennis Ostermann (2016)

Dennis Ostermann ist ein deutscher Komponist, Sänger und Fotograf sowie Video-Regisseur/Produzent.
Bekannt wurde er vor allem mit seiner Band In Strict Confidence, welche ihre Ursprünge im Jahr 1991 hat.
Bereits Ende der 1990er Jahre war er im Musikgeschäft auch als Product Manager und im A&R- und Marketing-Bereich diverser Plattenfirmen tätig, bevor er 2001 seine eigene Veröffentlichungsplattform „Minuswelt“ gründete. Diese nutzt er seit mehreren Jahren nicht nur für bandeigene Zwecke, sondern es wurden diverse externe Labels mit ihren Künstlern und mittlerweile mehreren hundert Veröffentlichungen, zu Vertriebszwecken angeschlossen.

## Auszeichnungen und Nominierungen
- „IISFF 2016 – Filmmaker of the year“ (USA/EU/Russland)
- „Ibiza Music Video Festival“ (Spanien)
- „Independent international short film festival“
- „Mercedes-Benz – Bokeh Fashion Film Festival“ (Südafrika)
- „Fashion Film Fest Istanbul“ (Türkei)
- „Festival de Cannes“ (Frankreich) – Filmmusik Kurzfilm „Corset“
- „La Jolla – International Fashion Film Festival“
- „Econ Award, Gold“ für Integrierte Unternehmenskommunikation („MAN kann“, Filmmusik)

## Titelbilder / Magazin-Cover
Dennis Ostermann selbst und seine Arbeiten als Fotograf zierten diverse Titelblätter weltweit.
- CaVa Magazine (USA)
- Ondine Magazine (Irland)
- ICON Style (Belarus)
- Femme Rebelle (UK)
- Modellenland (Niederlande)
- Nephilim Magazine (USA)
- Sonic Seducer (Deutschland)
- Beautivation (USA)
- Rital (Italien)
- Orkus Magazin (Deutschland)
- Side-Line (Belgien)
- Rock Oracle (Russland)
- Zillo Magazin (Deutschland)
- Darknoise (Chile)
- Stadtstreicher (Deutschland)
- Nachtaktiv (Deutschland)
- Музыкальная газета (Belarus)
- Ascension (Italien)
- Bodystyler (Deutschland)
- Gothic Magazine (Deutschland)

u. a.

## Musik
Die erste CD-Veröffentlichung seiner Band „In Strict Confidence“ war 1996 das Album „Cryogenix“. Im Jahr 2001 trennte er sich von den früheren Labelpartnern und veröffentlichte das vierte Album „Mistrust The Angels“ ohne externe Plattenfirma unter eigens gegründetem Label und erreichte die erste Platzierung in den offiziellen Verkaufscharts. 2010 erschien das siebte Album „La Parade Monstrueuse“ von In Strict Confidence und 2012 „Utopia“.
Bandkollegen bei In Strict Confidence: Nina de Lianin (Gesang), Jörg Schelte (Keyboards), Stefan Vesper (Schlagzeug) und HayDee Sparks (Gitarre).

## CD-Veröffentlichungen (Auswahl Alben)
- Cryogenix, In Strict Confidence, 1996
- Face The Fear, In Strict Confidence, 1998
- Love Kills!, In Strict Confidence, 2000
- Mistrust The Angels, In Strict Confidence, 1996
- Holy, In Strict Confidence, 2004
- Exile Paradise, In Strict Confidence, 2006
- La Parade Monstrueuse, In Strict Confidence, 2010
- Utopia, In Strict Confidence, 2012
- The Hardest Heart, In Strict Confidence, 2016
- Hate2Love, In Strict Confidence, 2018
- Mechanical Symphony, In Strict Confidence, 2023

## Konzerte
Live spielte er mit In Strict Confidence bisher rund 200 Shows in über 25 Ländern:
Deutschland, Schweiz, Österreich, Norwegen, Schweden, Dänemark, Finnland, England, Belgien, Holland, Luxemburg, Russland, Griechenland, Italien, Frankreich, Spanien, Polen, Rumänien, Tschechien, Ukraine, Ungarn, Israel, Mexiko, USA, …

## Visuelles
Neben seiner musikalischen Tätigkeit für die Band widmete sich Dennis Ostermann auch dem visuellen Teil maßgeblich. So entstanden unter seiner Führung diverse Bilderserien und Musikvideos, für welche er als Produzent und Regisseur tätig war.
Das „bildliche“ wurde die vergangenen Jahre immer mehr zu einem seiner Tätigkeitsschwerpunkte. So ist er als Fotograf, Filmproduzent und Regisseur aktiv.